# Tandbælg
Tandbælg (Danthonia) er en slægt i Græs-familien (Poaceae).
Den indeholder de to arter:
- Almindelig Tandbælg (Danthonia decumbens) – Nedliggende Tandbælg
- Danthonia spicata